# (33880) 2000 JD65
2000 JD65 (asteroide 33880) é um asteroide da cintura principal. Possui uma excentricidade de 0.23033850 e uma inclinação de 7.83169º.
Este asteroide foi descoberto no dia 5 de maio de 2000 por LINEAR em Socorro.